# Villeneuve-Saint-Denis
Villeneuve-Saint-Denis (franskt uttal: [vilnœv sɛ̃ dəni]
 ( lyssna)) är en kommun i departementet Seine-et-Marne i regionen Île-de-France i norra Frankrike. Kommunen ligger i kantonen Ozoir-la-Ferrière som tillhör arrondissementet Torcy. År 2022 hade Villeneuve-Saint-Denis 1 383 invånare.

## Befolkningsutveckling
| Befolkningsutvecklingen i Villeneuve-Saint-Denis 1968–2021 | Befolkningsutvecklingen i Villeneuve-Saint-Denis 1968–2021 | Befolkningsutvecklingen i Villeneuve-Saint-Denis 1968–2021 | Befolkningsutvecklingen i Villeneuve-Saint-Denis 1968–2021 | Befolkningsutvecklingen i Villeneuve-Saint-Denis 1968–2021 |
| ---------------------------------------------------------- | ---------------------------------------------------------- | ---------------------------------------------------------- | ---------------------------------------------------------- | ---------------------------------------------------------- |
|                                                            |                                                            |                                                            |                                                            |                                                            |
| År                                                         |                                                            |                                                            | Folkmängd                                                  |                                                            |
| 1968                                                       | 1968                                                       |                                                            | 357                                                        |                                                            |
| 1975                                                       | 1975                                                       |                                                            | 380                                                        |                                                            |
| 1982                                                       | 1982                                                       |                                                            | 475                                                        |                                                            |
| 1990                                                       | 1990                                                       |                                                            | 559                                                        |                                                            |
| 1999                                                       | 1999                                                       |                                                            | 670                                                        |                                                            |
| 2007                                                       | 2007                                                       |                                                            | 696                                                        |                                                            |
| 2015                                                       | 2015                                                       |                                                            | 861                                                        |                                                            |
| 2021                                                       | 2021                                                       |                                                            | 1 398                                                      |                                                            |